# Portal del Bisbe
Le Portal del Bisbe (en espagnol : Portal del Obispo ; en français, littéralement Porte de l'Évêque) ou Tour de l'Évêque est l'unique porte conservée de nos jours des quatre qui s'ouvraient dans la muraille romaine de Barcelone. Elle est située dans la rue de l'Évêque (Calle del Obispo), face à la Plaza Nueva, dans le Quartier Gothique, dans la Vieille Ville de Barcelone.
Avec le reste de tronçons de la muraille romain barcelonaise, elle fait partie d'un ensemble catalogué comme Bien d'Intérêt Culturel.

## Histoire

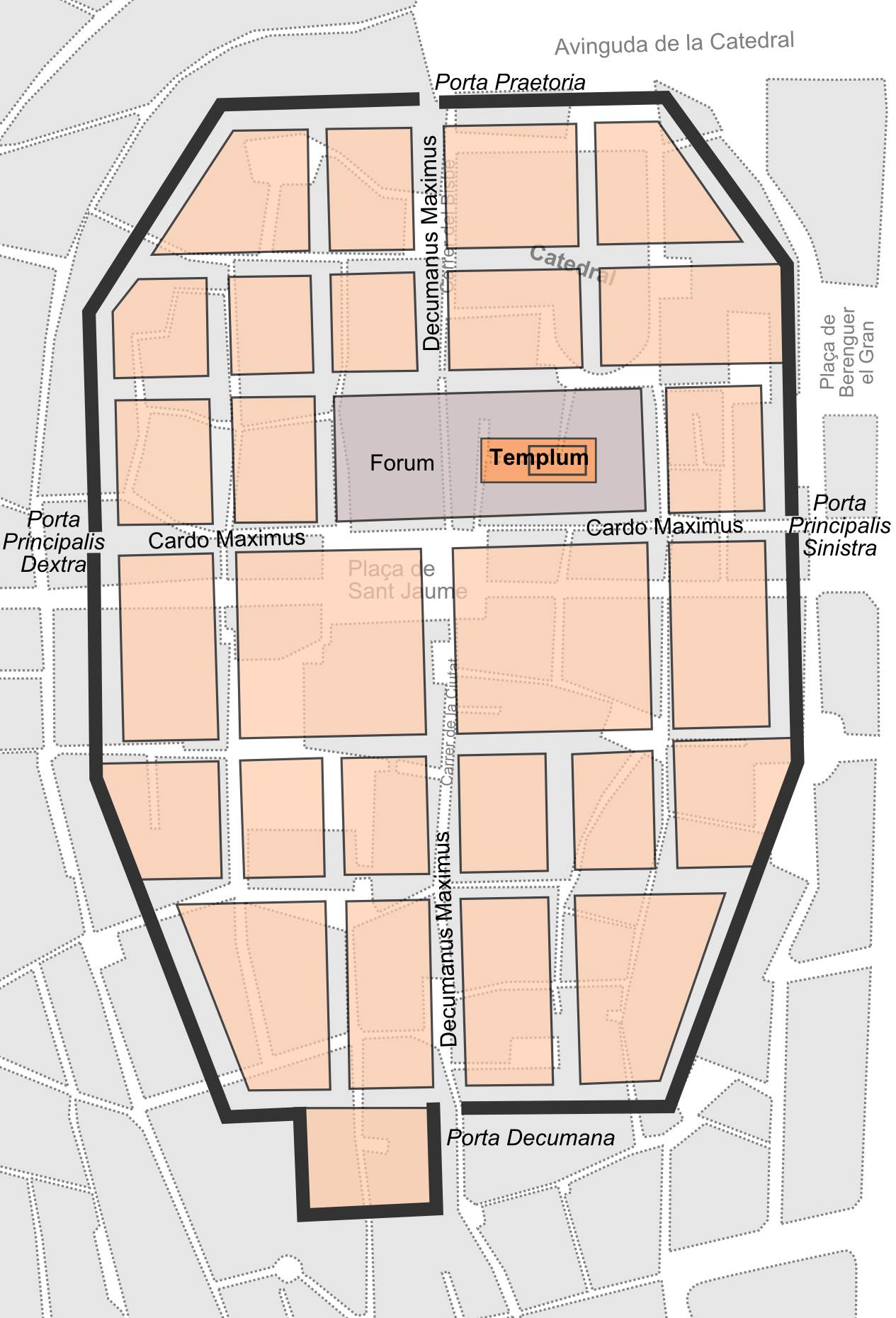
La Porte Praetoria et les autres trois portes de la muraille romaine.

À l'époque romaine cette porte était dénommée Porta Praetoria et donnait accès à la colonie Iulia Augusta Faventia Paterna Barcino par le decumanus, dont le tracé aujourd'hui parcourt la rue del Bisbe.

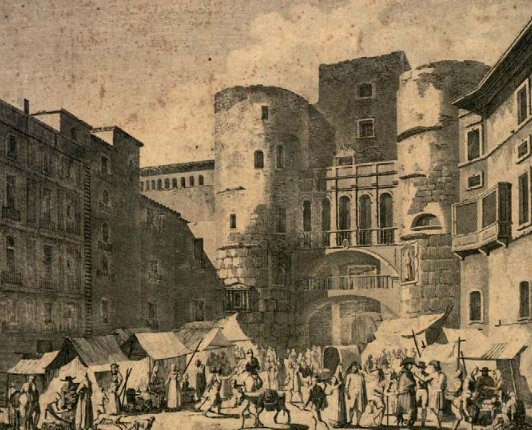
Le portal en 1614.

Cette structure a souffert diverses réformes et des reconstructions à l'époque médiévale. Au XIIe siècle les deux tours, propriété des archidiacres de la Cathédrale, ont été complétées, augmentées en hauteur. Au XVIe siècle diverses fenêtres ont été ouvertes. En 1614 la Généralité a bâti un arc qui unissait les deux tours, qui a été détruit en 1823.
L'aspect actuel du portal date d'entre 1883 et 1895. La tour droite se trouve adossée au Palais Épiscopal de Barcelone. La tour gauche est restée adossée à la Maison de l'Archidiacre, bâtie sur l'ancienne muraille. La même tour gauche a adossé, dans sa partie basse, une arcade qui recrée un tronçon d'aqueduc romain. Il s'agit d'une construction contemporaine, réalisée en 1958, avec des matériaux récupérés sur des excavations d'aqueducs originaux. A été inséré à cet arc une niche comportant une image de saint Roch datant du XVIe siècle.

## Source de traduction
- (es) Cet article est partiellement ou en totalité issu de l’article de Wikipédia en espagnol intitulé « Portal del Bisbe » (voir la liste des auteurs).